# 韋伯冰原島峰
74°47′S 99°50′W / 74.783°S 99.833°W
韋伯冰原島峰是南極洲的冰原島峰，位於埃爾斯沃思地，屬於哈德森山脈的一部分，處於曼特山以西11公里，根據美國海軍的空中照片被繪入地圖。